# Franklin Epape
Franklin Epape est un entrepreneur, leader communautaire et enseignant canado-camerounais. Il est le cofondateur de Benss, une coopération spécialisée dans les soins de santé à domicile, et occupe le poste de directeur exécutif du Réseau de Développement de l'Afrique. Il est honoré pour ses contributions par l'Ordre d'Ottawa en 2024 et a reçu la Médaille d'excellence canadienne.

## Biographie
Né à Yaoundé, au Cameroun[Quand ?], Franklin Epape s'est installé au Canada en 2009, où il poursuit une carrière combinant enseignement, entrepreneuriat et leadership communautaire. Marié et père de trois enfants, il réside à Ottawa, en Ontario.

## Parcours entrepreneurial
Franklin Epape est le cofondateur et directeur général de Benss, une entreprise offrant des services de soins de santé à domicile. Fondée au Canada, la structure s'est développée à l'international, contribuant à la création d'emplois et à l'amélioration des soins dans les communautés qu'elle dessert. Sous sa direction, Benss est devenue un acteur du secteur des soins de santé à domicile au Cameroun et au Canada, avec une expertise dans l'accompagnement des personnes âgées et des patients nécessitant des soins prolongés.
Il est également directeur exécutif du l'African Development Network, qui organise des sommets pour renforcer les liens économiques, sociaux et culturels entre le Canada et l'Afrique. Ces initiatives ont permis de mettre en relation des entrepreneurs et des institutions de part et d'autre de l'Atlantique, stimulant des investissements dans des secteurs stratégiques.
En tant que créateur de l’Impact Diaspora International Business Forum, Franklin Epape a établi l'un des plus importants forums au Canada. Ce forum joue un rôle clé dans la mise en relation des institutions et des entrepreneurs afro-descendants, favorisant les opportunités d’investissement et de collaboration. 
Sous son leadership, des programmes d’incubation, de pré-incubation et d’accélération ont été développés pour accompagner les entrepreneurs afro-descendants. Ces initiatives ont permis de stimuler la croissance d’entreprises et d’encourager l’innovation au sein de la diaspora africaine.

## Engagement communautaire
Franklin Epape joue un rôle actif dans plusieurs organisations communautaires au Canada :
- Président du conseil d'administration de la Coopération Intégration Canada (CICAN), qui offre des services d'intégration aux nouveaux arrivants [8];
- Président de la Communauté Sawa d’Ottawa-Gatineau, une association représentant les membres de la communauté sawa[9] ;
- Cofondateur et président de la Communauté francophone de Nepean, une organisation destinée à la promotion de la culture francophone locale ;
- Membre du conseil de la Communauté Afro-Caribéenne de la ville d’Ottawa ;
- Membre du conseil d’administration de l'African Canadian Association of Ottawa (ACAO) et de l’Association de Barrhaven[10].

Par ailleurs, il est à l’origine du Making History Network, une initiative destinée à la célébration et à la documentation des contributions des communautés afro-descendantes à l'histoire canadienne.

## Engagement professionnel
Franklin Epape a enseigné au Collège d'Arts appliqués et de Technologie La Cité collégiale et à l'École des adultes Le Carrefour à Ottawa. Son expérience en enseignement se concentre sur l’acquisition de compétences pratiques, favorisant l'intégration professionnelle et la formation continue des adultes.

## Engagement politique
En 2018, Franklin Epape s’est présenté aux élections municipales d’Ottawa, défendant des projets liés à l'amélioration des infrastructures locales et au renforcement des services sociaux pour les communautés immigrantes. Bien qu'il n'ait pas été élu, sa campagne a permis de mettre en avant les défis auxquels font face les nouveaux arrivants et les minorités dans la région.

## Distinctions
Franklin Epape a reçu plusieurs distinctions en reconnaissance de son leadership et de son dévouement à la communauté :
- En 2017, il a reçu la Médaille d'excellence canadienne lors du 150ᵉ anniversaire de la Confédération canadienne[15],[16],[17] ;
- En 2024, il a été décoré de l’Ordre d’Ottawa, un prix qui honore des résidents pour leurs contributions significatives à la vie communautaire dans la capitale canadienne[18],[19].

## Vision
Franklin Epape défend l'idée que la diaspora africaine peut jouer un rôle stratégique dans le développement économique et social de l'Afrique. Il s'engage à promouvoir des initiatives entrepreneuriales et communautaires qui créent des opportunités pour les populations locales et les membres de la diaspora.